# Cal Cameta
Cal Cameta és una masia del poble de la Coma, al municipi de la Coma i la Pedra, a la Vall de Lord (Solsonès). Es troba a la vora del Cardener.